# Asier Hormaza
Asier Hormaza Elordui (Algorta, Guecho, 21 de marzo de 1970) es un actor español que ha desarrollado gran parte de su labor profesional en el País Vasco. Hijo de Javier Ormaza, futbolista del Athletic Club en los años 60, sintió desde joven el deseo de encaminar su vida a la actuación, formándose como actor en la Escuela de Teatro de Guecho y comenzando su carrera en el teatro de aficionados de la Universidad del País Vasco donde se licenció en Publicidad. Su primera incursión en los escenarios fue La espada de Pendragón, cuando contaba veinte años. En el año 2012 recibió en su municipio natal, Guecho, el Premio Aixe a las Artes Escénicas.

## Trabajos como actor

### Teatro
- 2003 - Erase una vez... o casi
- 2002 - Toda la biblia o casi
- 2001 - Muerte accidental de un anarquista
- 2000 - Virus
- 1999 - Katiuska
- 1998 - Vida y muerte de nueve personajes
- 1997 - Todo Sespir, o casi
- 1997 - Rómulo el grande
- 1996 - Mundopolis
- 1996 - Abracémonos folleville

### Televisión
- 2023 - El pueblo
- 2021 - Go!azen (ETB1)
- 2018 - La víctima número 8
- 2018-2019 - Allí abajo
- 2017 - Centro médico
- 2016 - La que se avecina
- 2015 - Vaya semanita
- 2014 - Isabel
- 2013 - Irrikitown (ETB1)
- 2012 - DBH (ETB1)
- 2011 - El asesinato de Carrero Blanco
- 2010 - Ciudad K
- 2009 - Goenkale (ETB1)
- 2008 - Los hombres de Paco
- 2007 - Pelotas (ETB1)
- 2005 - Made in China (TVE 1)
- 2002 - Alquilados (ETB2)
- 2001 - Kilker Dema (ETB1)
- 2001 - Metropoli (ETB2)
- 2001 - Ander y compañía (ETB1)
- 2000 - Campus (ETB2)
- 2000 - Platos sucios (ETB2)
- 1999 - Sorgiñen Laratza (ETB1)
- 1998 - Hermanas (Telecinco)
- 1998 - Komeria (ETB1)
- 1997 - El súper (Telecinco)

### Cine[2]
- 2022 - Camila & Hunck Cortometraje
- 2021 - Maixabel
- 2017 - Operación Concha
- 2014 - Sabin
- 2010 - El cazador de dragones
- 2009 - Rabia
- 2009 - Sukalde kontuak
- 2008 - Todos estamos invitados
- 2007 - Eutsi!!
- 2006 - Kutsidazu bidea, Ixabel
- 2003 - El final de la noche
- 2001 - La confesión
- 1999 - Clara
- 1998 - Réquiem
- 1998 - El tren de las tres

### Apariciones en televisión
- 2014 - Robin Food, programa de cocina con David de Jorge.  Robin Food
- 2014 - Airean, programa de EiTB.
- 2014 - "Como en casa en ningún sitio", entrevista en EiTB.Como en casa en ningún sitio

### Otras
- Campaña del Ayuntamiento de Getxo contra las agresiones sexistas
- Busti Zaitez, Campaña por la Esclerosis Múltiple
- ¿Quién mató la innovación? Archivado el 28 de julio de 2015 en Wayback Machine.